# Mont Marsabit
Le mont Marsabit est un volcan bouclier basaltique situé au Kenya, à 170 kilomètres du centre de la vallée du Grand Rift, dans le comté de Marsabit. Son origine date du Pliocène mais des effusions de lave et la formation de maars sont plus récentes. Ses pentes sont parsemées de 22 maars et de 180 cônes de cendres ; au moins deux des maars du volcan abritent des lacs de cratère.
Il est couvert d'une forêt dense ; la réserve nationale de Marsabit se situe à proximité.
C'est à cet endroit, près d'une étendue d'eau qu'ils ont surnommée Lake Paradise, que les explorateurs américains Martin et Osa Johnson, pionniers des films documentaires dans les années 1920 et qui « font partie des premiers défenseurs de la faune africaine tout en faisant commerce d'espèces destinées aux zoos et aux cirques », tournent des films documentaire sur la « vie sauvage ».